# Comuna de Przesmyki
Przesmyki (polaco: Gmina Przesmyki) é uma gminy (comuna) na Polónia, na voivodia de Mazóvia e no condado de Siedlecki. A sede do condado é a cidade de Przesmyki.
De acordo com os censos de 2004, a comuna tem 3744 habitantes, com uma densidade 32 hab/km².

## Área
Estende-se por uma área de 117,13 km², incluindo:
- área agricola: 76%
- área florestal: 19%

## Demografia
Dados de 30 de Junho 2004:
|                      | Total   | Total | Mulheres | Mulheres | Homens  | Homens |
| -------------------- | ------- | ----- | -------- | -------- | ------- | ------ |
|                      | pessoas | %     | pessoas  | %        | pessoas | %      |
| População            | 3744    | 100   | 1838     | 49,1     | 1906    | 50,9   |
| Densidade (pop./km²) | 32      | 100   | 15,7     | 15,7     | 16,3    | 16,3   |

De acordo com dados de 2002, o rendimento médio per capita ascendia a 1136,65 zł.

## Comunas vizinhas
- Korczew, Łosice, Mordy, Paprotnia, Platerów